# Cephalosphen conifrons
Cephalosphen conifrons är en tvåvingeart som först beskrevs av Jacques-Marie-Frangile Bigot 1886.  Cephalosphen conifrons ingår i släktet Cephalosphen och familjen skridflugor. Inga underarter finns listade i Catalogue of Life.